# مارك بايرنيس
مارك بايرنيس (بالإنجليزية: Mark Byrnes)‏ (8 فبراير 1982 بسيدني في أستراليا - ) هو لاعب كرة قدم أسترالي في مركز الدفاع. شارك مع منتخب أستراليا تحت 17 سنة لكرة القدم ومنتخب أستراليا تحت 20 سنة لكرة القدم. أما مع النوادي، فقد لعب مع سيدني تايغرز وغولد كوست يونايتد ونادي برث غلوري ونادي سيدني أوليمبيك ونادي فيتشينزا ونادي ملبورن فيكتوري وFC Hämeenlinna ‏ ونادي أوستريا سالزبورغ وباراماتا باور ‏ وGreater Dandenong FC ‏.

## وصلات خارجية
- مارك بايرنيس على موقع الاتحاد الدولي (مؤرشف)  (الإنجليزية)
- مارك بايرنيس على موقع قاعدة بيانات كرة القدم.إي يو (الإنجليزية)
- مارك بايرنيس على موقع عالم كرة القدم.نت (الإنجليزية)